# Festival Internacional de Cine de Venecia de 1942
La "10.ª" (anulado) Mostra Internacional de Cine de Venecia se celebró del 30 de agosto al 5 de septiembre de 1942. Junto a las ediciones de 1940 y 1941 se considera "como si no hubeira sucedido". Los hechos se celebraron en lugares muy alejados del Lido, participaron muy pocos países a causa de la Segunda Guerra Mundial y con directores que eran miembros del eje Roma-Berlín. Además, una fuerte intromisión política fascista del gobierno italiano bajo el mando de Benito Mussolini había provocado que Italia experimentase un período de depresión cultural oprimida por la propaganda fascista. Es la última edición hasta 1946.

## Jurado
Internacional
- Francesco Pasinetti[3]
- Umberto Barbaro
- Gino Visentini
- Francesco Callari
- Vinicio Marinucci
- Nikolaj Goršov
- Pierre Michaut

## Películas

### Sección oficial
Las películas siguientes se presentaron en la sección oficial:
| Título en español           | Título original             | Director(es)                  | País      |
| --------------------------- | --------------------------- | ----------------------------- | --------- |
| Alfa Tau!                   | Alfa Tau!                   | Francesco De Robertis         | Italia    |
| Afsporet                    | Afsporet                    | Bodil Ipsen, Lau Lauritzen Jr | Dinamarca |
| Andreas Schlüter            | Andreas Schlüter            | Herbert Maisch                | Alemania  |
| La ciudad soñada            | Die goldene Stadt           | Veit Harlan                   | Alemania  |
| Boda en el infierno         | Boda en el infierno         | Antonio Román                 | España    |
| Bengasi                     | Bengasi                     | Augusto Genina                | Italia    |
| Correo de Indias            | Correo de Indias            | Edgar Neville                 | España    |
| Der große Schatten          | Der große Schatten          | Paul Verhoeven                | Alemania  |
| Emberek a havason           | Emberek a havason           | István Szöts                  | Hungría   |
| En kvinna ombord            | En kvinna ombord            | Gunnar Skoglund               | Suecia    |
| El gran rey                 | Der große König             | Veit Harlan                   | Alemania  |
| Gula kliniken               | Gula kliniken               | Ivar Johansson                | Suecia    |
| I 3 aquilotti               | I 3 aquilotti               | Mario Mattoli                 | Italia    |
| Jacobs stege                | Jacobs stege                | Gustaf Molander               | Suecia    |
| La aldea maldita            | La aldea maldita            | Florián Rey                   | España    |
| La bella addormentata       | La bella addormentata       | Luigi Chiarini                | Italia    |
| Landammann Stauffacher      | Landammann Stauffacher      | Leopold Lindtberg             | Suiza     |
| Le vie del cuore            | Le vie del cuore            | Camillo Mastrocinque          | Italia    |
| Menschen, die vorüberziehen | Menschen, die vorüberziehen | Max Haufler                   | Suiza     |
| Los que vivimos             | Noi vivi                    | Goffredo Alessandrini         | Italia    |
| Odessa in fiamme            | Odessa in fiamme            | Carmine Gallone               | Italia    |
| Raza                        | Raza                        | José Luis Sáenz de Heredia    | España    |
| Straza na Drini             | Straza na Drini             | Branko Marjanovic             | Croacia   |
| Snapphanar                  | Snapphanar                  | Åke Ohberg                    | Suecia    |
| Szíriusz                    | Szíriusz                    | Dezső Ákos Hamza              | Hungría   |
| Sangre vienesa              | Wiener Blut                 | Willi Forst                   | Alemania  |
| Ala-Arriba!                 | Ala-Arriba!                 | José Leitão de Barros         | Portugal  |
| Una storia d'amore          | Una storia d'amore          | Mario Camerini                | Italia    |
| Un tiro en reserva          | Un colpo di pistola         | Renato Castellani             | Italia    |
| Yli rajan                   | Yli rajan                   | Wilho Ilmari                  | Finlandia |

## Premios[5]
- Copa Mussolini
  - Mejor película extranjera -  El gran rey de Veit Harlan
  - Mejor película italiana - Bengasi de Augusto Genina
- Copa Volpi
  - Mejor Actor - Fosco Giachetti por Bengasi
  - Mejor actriz - Kristina Söderbaum por La ciudad soñada
- Premio Cámara Internacional de Cine
  - Técnico- Alfa Tau! de Francesco De Robertis
  - Color - La ciudad soñada de Veit Harlan
- Diseño de animación
  - Anacleto e la faina por Roberto Sgrilli
  - Nel paese dei ranocchi por Antonio Rubino
- Premio de la Biennale 
  - Ala-Arriba! de José Leitão de Barros
  - Der große Schatten de Paul Verhoeven
  - Sangre vienesa de Willi Forst
  - Los que vivimos de Goffredo Alessandrini
  - Odessa in fiamme de Carmine Gallone
  - Goyescas de Benito Perojo
  - Emberek a havason de István Szöts
- Medalla de la Biennale
  - La aldea maldita de Florián Rey
  - Snapphanar de Åke Ohberg
  - Yli rajan de Wilho Ilmari
  - Negyedíziglen de Zoltán Farkas
- Medalla de la Biennale por el documental
  - Le drapeau de l'humanité de Kurt Früh
  - Comacchio de Fernando Cerchio
  - Musica nel tempo de Edmondo Cancellieri
  - Der Seeadler de Walter Hege y V. Loewenstein
  - Erde auf Gewaltmärschen de Victor Borel
  - Rocciatori ed aquile de Arturo Gemmiti
  - I funerali de István Horty
  - A kis kakuk de Béla Molnar